# Хмара Ігор Віталійович
Ігор Віталійович Хмара (23 лютого 1985 — 19 травня 2022) — військовий льотчик, підполковник, командира авіаційної ескадрильї 7 БрТА. Учасник російсько-української війни. Загинув під час виконання бойового завдання поблизу Бахмута на Донеччині. Кавалер ордена «За мужність» (посмертно).

## Життєпис
Народився 23 лютого 1985 року в місті Вінниця. З дитинства мріяв стати військовим льотчиком. Після закінчення середньої школи, 2002 року вступив до Харківського університету Повітряних сил імені Івана Кожедуба, який закінчив 2006-го за спеціальністю «бойове застосування комплексу озброєння літака та управління підрозділів (частин, з'єднань) авіації». Пішов служити в 7 бригаду тактичної авіації: старший льотчик, командир авіаційної ланки авіаційної ескадрильї, командир авіаційної ескадрильї.
Був учасником АТО та ООС. З початку російського вторгнення захищав Україну. Загинув разом зі штурманом майором Іллею Негаром 19 травня 2022 року поблизу села Липове (Бахмутський район на Донеччині) під час виконання бойового завдання на літаку Су-24М.

## Нагороди
- Орден Богдана Хмельницького III ступеня (посмертно)[2].
- Орден «За мужність» III ступеня (посмертно).
- Медалі за 10 та 15 років сумлінної служби.